# Maltebrunia leersioides
Maltebrunia leersioides är en gräsart som beskrevs av Carl Sigismund Kunth. Maltebrunia leersioides ingår i släktet Maltebrunia och familjen gräs. Inga underarter finns listade i Catalogue of Life.